# 多羅吉夫
49°9′22″N 24°32′15″E / 49.15611°N 24.53750°E
多羅吉夫（烏克蘭語：Дорогів），是烏克蘭西部的村莊，隸屬伊萬諾-弗蘭科夫斯克州的伊萬諾-弗蘭科夫斯克區。該村始建於1450年，面積15平方公里，2001年人口731，人口密度每平方公里48.8人。